# Max Linder

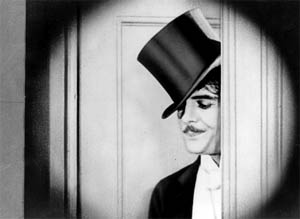
El mestre francès a Seven Years Bad Luck(1921)

Max Linder, nom artístic de Gabriel-Maximilien Lieuvielle (Sent Lobés, Gironda, 1883- París, 1925), actor i director de cinema i teatre, va ser el primer gran còmic del cinema i un del més grans mestres de la pantomima del segle xx.

## Biografia

### Inicis
Fill de pares actors, va ingressar al Conservatori de Bordeus als setze anys, per a rebre les classes d'interpretació del famós actor teatral André Caillard. Poc després fou contractat per una companyia teatral on actuà sota el pseudònim de Lacerda. El 1904 se n'anà a París, seguint els passos del seu mestre, però no va continuar els seus estudis, en aprofitar l'oportunitat de treballar com a actor de repartiment per a la companyia dramàtica Théâtre de l'Ambigu. Conreà també, paral·lelament a la feina de la companyia, l'espectacle burlesc per diversos clubs nocturns de la capital, a on, per primera vegada, començà a fer-se un cert nom com a comediant.
El 1905 fou contractat per la productora cinematogràfica Pathé Frères, gràcies al director teatral i de cinema Louis Gasnier, per a fer una sèrie de pel·lícules curtes, rodades al llarg dels dos següents anys, de les quals actualment no se'n conserva pràcticament cap.

### Primera etapa a França
Gréhan, el principal còmic de la Pathé Frères, abandonà la productora el 1907. Fou llavors quan en Max Linder va ser cridat per a substituir-lo, creant el personatge que li donaria la fama: un jove atractiu, vestit elegantment amb aires de "dandy", una espècie de playboy de la belle époque, enginyós, una mica trapella però de bon cor. En certa manera, Max Linder, tot i inspirar-se en una tradició que provenia del teatre burgès del bulevard, va trencar frontalment amb el tipus de comicitat grollera, plena de personatges grotescos i mal vestits, com els que, majoritàriament, poblaven la comèdia cinematogràfica dels temps primitius pre-Mack Sennett. El personatge introduí una dimensió psicològica nova, allunyant-lo de la simple caricatura, arribant a un tipus d'espectador més exigent, sense deixar de ser popular.
L'èxit del nou personatge no fou immediat, però, tan sols amb tres curtmetratges, va acabar quallant. Max Linder mai va abandonar les seves actuacions en directe, tot fent aclamades gires europees. El seu espectacle en directe era ple d'innovacions, barrejant-hi escenes filmades amb la seva presència física, la qual apareixia pel lloc més inversemblant de la sala.
Després de la primera gran gira del 1911, va començar a dirigir totes les seves pel·lícules, investigant noves possibilitats dins del llenguatge cinematogràfic, com la pantalla escapçada en dos o més trossos per a representar una conversa telefònica, angulacions de la càmera sorprenents, així com efectes de camp i contracamp. Tot plegat va fer que els seus films guanyessin en modernitat respecte a la frontalitat i estatisme dels que va rodar als seus inicis a Pathé Frères.

### La guerra
Durant la Primera Guerra Mundial va ser mobilitzat. Participà en terribles combats cos a cos i fou greument ferit per un obús. La falsa notícia de la seva mort va desencadenar un dels primers fenòmens d'histèria col·lectiva de l'star-system. De fet, Max Linder no es va refer mai de les seqüeles psicològiques que va patir a la guerra. Tot i ser donat de baixa del servei, es tornà a allistar, però llavors com a pilot de l'aviació, havent de deixar els combats poc després, perquè els dolors de la ferida se li reproduïren. En tornar del front, tota França el va rebre com un heroi.

### Primera etapa americana
El 1915 fou contractat, amb un sou de 5000 $ setmanals, per la productora americana Essanay, per a ocupar el buit deixat per Charles Chaplin, que tot just acabava de deixar la companyia. Després de tres curtmetratges mediocres, una publicitat nefasta (la companyia es va entossudir a enfrontar-lo artísticament a Chaplin, fet que motivà l'antipatia del públic americà, car Chaplin era llavors al zenit de la seva popularitat) i la revinguda dels dolors el van obligar a tornar a França.

### Segona etapa francesa
Una vegada a França, i després d'un llarg descans, rodaria la primera comèdia de llarg metratge francesa, Le petit café (1919), dirigida per Raymond Bernard. El film fou un clamorós èxit a ambdues ribes de l'Atlàntic, fet que provocà que fos cridat de nou pels americans.

### Segona etapa americana
Els còmics americans —des de Charles Chaplin, que l'havia reconegut públicament com al seu gran mestre, fins a Buster Keaton, que sempre el va defensar com un dels més grans mims que havia vist— sempre havien professat una gran admiració pel mestre francès, tant per la seva qualitat com per la seva habilitat per a mantenir-se sempre al dia dins l'ofici. Amb l'ajut moral dels seus col·legues americans, el retorn americà es feu en condicions molt millors que la primera vegada i es va poder instal·lar com a productor independent.
Entre 1921 i 1922 rodaria tres llargmetratges: Be my Wife (1921), Seven Years Bad Luck (1921) i The Three Must-Get-Theres (1922), que serien, sens dubte, el cim del seu geni creatiu. Tot i que els films tingueren una evident influència a la posterior sofisticació del cinema còmic americà dels anys vint, l'èxit comercial no passà de discret, fet que acabà forçant el tancament de la companyia i el retorn al seu país.

### El final
A partir de llavors Max Linder va decidir abandonar la direcció i deixar-la en mans de directors prestigiosos, com Abel Gance, amb el que rodà Au secours (1922), i Édouard-Émile Violet, amb qui rodà l'austríaca Max, der Zirkuskönig (1924), estrenades de nou enmig del gran èxit de crítica i públic que a França sempre havia tingut.
El 1924 es casà amb Hélène Peters, amb la qual tingué una filla. El 1925 ambdós se suïcidaren, enmig d'estranyes circumstàncies, en una habitació de l'hotel Baltimore de París, tallant de cop la seva brillant carrera, quan només tenia quaranta-un anys.

## Filmografia

### Actor
- La première sortie d'un collégien (1905)
- Dix femmes pour un mari (1905)
- La Rencontre imprévue (1905)
- Les étudiants de Paris (1906)
- Julot va dans le monde (1906)
- La puce gênante (1906)
- Le pendu (1906)
- Les contrebandiers (1906)
- Cross Country (1906)
- Lèvres collées (1907)
- C'est papa qui prend la purge (1907)
- Au music-hall (1907)
- Le poison (1907)
- Ah! Quel malheur d'avoir un gendre (1907)
- Idée d'apache (1907)
- Pour un collier (1907)
- Ruse de mari (1907)
- Les débuts d'un patineur (1907)
- La légende de Polichinelle (1907)
- Les péripéties d'un amant (1907)
- Pitou, bonne d'enfants (1907)
- Max aéronaute (1907)
- Domestique hypnotiseur (1907)
- La mort d'un toréador (1907)
- Les Exploits d'un fou (1907)
- Le Mari de la doctoresse (1907)
- L'Armoire (1907)
- Sganarelle (1907)
- Nourrice par nécessité (1907)
- Madame a ses vapeurs (1907)
- Chaussure trop étroite (1907)
- Création de la serpentine (1908)
- Le premier cigare d'un collégien (1908)
- Les plaisirs du soldat (1908)
- La suspension (1908)
- La femme sandwich (1908)
- Mon pantalon est décousu (1908)
- Monsieur et Madame font du tandem (1908)
- Ma montre retarde (1908)
- Les pérégrinations d'une puce (1908)
- Une veine de bossu (1908)
- Pédicure par amour (1908)
- La maîtresse de piano (1908)
- L'obsession de la belle-mère (1908)
- Les erreurs du commissionnaire (1908)
- Un tic nerveux contagieux (1908)
- Mes voisins font danser (1908)
- Un fiancé trop occupé (1908)
- Un jeune homme timide (1908)
- Deux grandes douleurs (1908)
- On demande un gendre à l'essai (1908)
- Le coup de foudre (1908)
- L'oncle à héritage (1908)
- Le vertueux Jeune Homme (1908)
- Consultation improvisée (1908)
- Les tribulations d'un neveu (1908)
- Un mari peu vienard (1908)
- Retour inattendu (1908)
- La barbe de Théodore (1909)
- Un bobo mal placé (1909)
- N'embrassez pas votre bonne (1909)
- Le petit jeune homme (1909)
- Amoureux de la femme à barbe (1909)
- Une conquête (1909)
- Les surprises de l'amour (1909)
- La Petite Rosse (1909)
- À qui mon coeur? (1909)
- Le ratelier de la belle-mère (1909)
- Roméo se fait bandit (1909)
- En bombe (1909)
- Avant et... après (1909)
- Une poursuite mouvementée (1909)
- The Cure of Cowardice (1909)
- See the Picture! (1909)
- Mes voisins me font danser (1909)
- Le chapeau-claque (1909)
- Le Bridge au plafond (1909)
- Le baromètre de la fidélité (1909)
- La timidité guérie par le sérum (1910)
- Une bonne pour monsieur, un domestique pour madame (1910)
- Le pacte (1910)
- Une jeune fille romanesque (1910)
- Soldat par amour (1910)
- Le serment d'un prince (1910)
- Une séance de cinématographe (1910)
- Une mauvaise vue (1910)
- L'ingénieux attentat (1910)
- Max et son rival (1910)
- Kyrelor, bandit par amour (1910)
- Max et l'edelweiss (1910)
- Le Duel d'un monsieur myope (1910)
- Max fait du ski (1910)
- Max se trompe d'étage (1910)
- Max prend un bain (1910)
- Le Soulier trop petit (1910)
- Max hypnotisé (1910)
- Max manque un riche mariage (1910)
- Max ne se mariera pas (1910)
- Max et la belle négresse (1910)
- Une mariée qui se fait attendre (1911)
- La Bonne à tout faire (1911)
- Max fiancé (1911)
- Max célibataire (1912)
- Max fait de la photo (1913)
- Les Débuts d'un yachtman (1913)
- Un idiot qui se croit Max Linder (1914)
- Max Comes Across (1917)
- Max and His Taxi (1917)
- Le Petit Café (1919)
- Au secours! (1924)

### Actor i director
- L'obsession de l'équilibre (1908)
- Vive la vie de garçon (1908)
- Un mariage à l'américaine (1909)
- Le voleur mondain (1909)
- La vengeance du bottier (1909)
- Une campagne électorale (1909)
- Max et la doctoresse (1909)
- Les exploits du jeune Tartarin (1910)
- Je voudrais un enfant (1910)
- Max est distrait (1910)
- Max et la fuite de gaz (1910)
- Max champion de boxe (1910)
- Mon chien rapporte (1910)
- Mariage au puzzle (1910)
- Un cross-country original (1910)
- Les débuts de Max au cinéma (1910)
- La flûte merveilleuse (1910)
- Comment Max fait le tour du monde (1910)
- Qui a tué Max? (1910)
- Par habitude (1910)
- Max se marie (1911)
- Max et sa belle-mère (1911)
- Voisin... voisine (1911)
- Max dans sa famille (1911)
- Max a un duel (1911)
- Max et Jane veulent faire du théâtre (1911)
- Max victime du quinquina (1911)
- Max boxeur par amour (1912)
- Max e le scarpe (1912)
- Max lance la mode (1912)
- Max reprend sa liberté (1912)
- Max et son chien Dick (1912)
- Max amoureux de la teinturière (1912)
- Max contre Nick Winter (1912)
- Max bandit par amour (1912)
- Que peut-il avoir? (1912)
- Max escamoteur (1912)
- Max et son âne (1912)
- Max et les femmes (1912)
- Un mariage au téléphone (1912)
- Un enlèvement en hydroaéroplane (1912)
- Le roman de Max (1912)
- Max veut grandir (1912)
- Voyage de noces en Espagne (1912)
- La vengeance du domestique (1912)
- Entente cordiale (1912)
- Max, professeur de tango (1912)
- Un mariage imprévu (1913)
- Max virtuose (1913)
- Max fait des conquêtes (1913)
- La vacance de Max (1913)
- Max Linder pratique tous les sports (1913)
- Max toréador (1913)
- Max pédicure (1914)
- Max collectionneur de chaussures (1914)
- Max décoré (1914)
- L'Anglais tel que Max le parle (1914)
- Dick est un chien savant (1914)
- N'embrassez pas votre bonne (1914)
- Le 2 août 1914 (1914)
- Coiffeur par amour (1915)
- Max in America ((1917)
- Max Wants a Divorce (1917)
- Max devrait porter des bretelles (1917)
- Seven Years Bad Luck (1921)
- Be My Wife (1921)
- The Three Must-Get-Theres (1922)
- Max, der Zirkuskönig (1924)
- Chevalier Barkas (1925)